# Howaia
Genre
Howaia est un genre d'araignées aranéomorphes de la famille des Nesticidae.

## Distribution
Les espèces de ce genre se rencontrent en Asie. Howaia mogera a été introduite en Europe, en Océanie et à Sainte-Hélène.

## Liste des espèces
Selon World Spider Catalog (version 24.5, 13/08/2023) :
- Howaia alba Ballarin & Eguchi, 2023
- Howaia apiculata (Liu & Li, 2013)
- Howaia fuliangensis (Lin, Ballarin & Li, 2016)
- Howaia huomachongensis (Lin, Ballarin & Li, 2016)
- Howaia mogera (Yaginuma, 1972)
- Howaia rongtangensis (Lin, Ballarin & Li, 2016)
- Howaia subterranea Ballarin & Eguchi, 2023
- Howaia wanzaiensis (Lin, Ballarin & Li, 2016)
- Howaia yanbeiensis (Lin, Ballarin & Li, 2016)
- Howaia yintiaoling (Wang, Zheng & Zhang, 2022)

## Systématique et taxinomie
Ce genre a été décrit par Lehtinen et Saaristo en 1980 dans les Nesticidae. Il est placé en synonymie avec Nesticella par Wunderlich en 1986. Il est relevé de synonymie par Sherwood, Jocqué, Henrard et Fowler en 2023.

## Publication originale
- Lehtinen & Saaristo, 1980 : « Spiders of the Oriental-Australian region. II. Nesticidae. » Annales Zoologici Fennici, vol. 17, no 1, p. 47-66.